# Алдашев, Алмаз Абдулхаевич
Алмаз Абдулхаевич Алдашев (1 ноября 1953, Фрунзе — 18 июня 2016, Бишкек) — киргизский учёный в области биомедицины, действительный член (академик) Национальной академии наук Кыргызской республики.

## Биография
В 1977 г. окончил 2-й Московский медицинский институт им. Н. И. Пирогова по специальности «биофизика». В 1983 г. защитил диссертацию на соискание ученой степени кандидата химических наук по специальности «биохимия» в Институте биоорганической химии им. Шемякина АН СССР в Москве. В 1999 г. защитил диссертацию доктора биологических наук по специальности «биохимия» в Российском кардиологическом научно-практическом центре в Москве.
- 1983—1985 гг. — старший научный сотрудник НИИ кардиологии МЗ Киргизской ССР,
- 1985—1998 гг. — заведующий лабораторией молекулярной и клеточной биологии,
- 1998—2002 гг. — заведующий научным отделом Национального центра кардиологии и терапии (НЦКТ) при Министерстве здравоохранения Кыргызской Республике.

С 2002 г. — директор Межведомственного научно-исследовательского института молекулярной биологии и медицины НЦКТ. Заведующий кафедрой фундаментальных дисциплин Кыргызской Государственной медицинской академии им. И. Ахунбаева.
В 2000 г. был избран членом-корреспондентом, а с 2006 г. — академиком Национальной академии наук Кыргызской Республики. С 2003 по 2008 г. был главным ученым секретарем Национальной академии наук Кыргызской Республики. В 2008 г. был назначен ответственным секретарем координационного совета по науке при президенте Кыргызской Республики.
В 2013 г. был избран вице-президентом Национальной академии наук Кыргызской Республики, председателем отделения химико-технологических, медико-биологических и сельскохозяйственных наук, одновременно являлся директором НИИ молекулярной биологии и медицины при НЦКТ Кыргызской Республики.
Автор более 150 научных трудов, из них 80 фундаментальных научных работ, опубликованных в престижных научных журналах США, Европы и России. Под его руководством были защищены 12 кандидатских и 4 докторских диссертаций.

## Награды и звания
Являлся лауреатом Государственной премии Кыргызской Республики в области науки и техники (1996), лауреатом премии Ленинского комсомола Киргизии (1985) в области науки и техники.
Заслуженный деятель науки Кыргызской Республики, отличник здравоохранения Кыргызской Республики.